# Tresques
Tresques este o comună în departamentul Gard din sudul Franței. În 2009 avea o populație de 1.789 de locuitori.

## Evoluția populației
| An        | 1975 | 1982  | 1990  | 1999  | 2006  | 2009  |
| --------- | ---- | ----- | ----- | ----- | ----- | ----- |
| Populație | 917  | 1.693 | 1.757 | 1.744 | 1.791 | 1.789 |